# ファイナルファンタジー・クリスタルクロニクル リング・オブ・フェイト
ファイナルファンタジー・クリスタルクロニクル リング・オブ・フェイト（FINAL FANTASY CRYSTAL CHRONICLES: Ring of Fates、略称: FFCC Rofなど）は、2007年8月23日にスクウェア・エニックスから発売されたニンテンドーDS用ゲームソフト。ゲームソフトのイメージソングはaikoの「星のない世界」（ゲーム内には未収録）。アメリカでは2008年3月11日、ヨーロッパでは2008年3月21日に発売。

## 概要
ファイナルファンタジー・クリスタルクロニクル（FFCC）シリーズの第2弾。ストーリーが楽しめるシングルプレイモードとそれとは異なるマルチプレイモードがある。マルチプレイモードではDSワイヤレスプレイで協力して遊べる。但し人数分のDS本体とソフトが必要。ニンテンドーWi-Fiコネクションにも対応しており、ゲーム中でペイントしたモーグリの交換ができる（なお、マルチプレイをニンテンドーWi-Fiコネクション上で実現させるようなことはしていない。その理由として様々なアクションをWi-Fi上で実現させることが困難であることや、ニンテンドーWi-Fiコネクション自体の通信の遅延の問題を開発者達が挙げている）Wiiで発売される『ファイナルファンタジー・クリスタルクロニクル クリスタルベアラー』（以下FFCCTCB）とは世界観・時系列での連動があるが、ゲームシステム上の連動は無い。
前作ニンテンドー ゲームキューブ版『ファイナルファンタジー・クリスタルクロニクル』でシングルプレイが楽しめなかったという意見を反映し、シングルプレイモードで「FFらしいストーリー」を重視されて作られているのが今作品と『FFCCTCB』である。今作品ではその表れとしてニンテンドーDSという容量の制約のあるソフトウェアのスペックながら、一部のイベントシーンはボイス付で話が進められ、シングルプレイモードでは重厚なストーリーとがある。しかしながらワイヤレスプレイができるニンテンドーDSの特徴も考えてマルチプレイモードも用意されており全く別のゲームとなっている。なお、マルチプレイモードでもフリーの冒険やクエストで対戦型のもの以外は一人でも遊ぶことができる。
なお、主人公が同じ姉と弟である双子だったFF作品として今作のエグゼクティブ・プロデューサーである河津秋敏が企画立案・ベースコンセプトデザインを行ったアニメーション作品である『FF：U 〜ファイナルファンタジー:アンリミテッド〜』がある。

### 発表からの経過
- 2005年10月5日に行われたニンテンドーDS カンファレンス!2005秋にて『ファイナルファンタジー・クリスタルクロニクル（仮題）』として2006年発売予定のニンテンドーDS用ソフトとして任天堂から発表される。
- 2006年5月9日に行われたE3のスクウェア・エニックスのカンファレンスで『FFCCTCB』と共に『ファイナルファンタジー・クリスタルクロニクル リング・オブ・フェイト（仮題）』として発表される。この時点で発売日が未定になる。何の手違いか次の日の任天堂のカンファレンスで『ファイナルファンタジー・クリスタルクロニクル リング・オブ・フェイト（仮題）』の映像を同じくこの時ニンテンドーDSで発売予定だった『ファイナルファンタジーIII』として紹介されるハプニングがあった。
- 2006年12月16、17日開催のジャンプフェスタ2007にプレイアブル出展される。遊べたのはシングルモードとマルチモードでそれぞれ別のブースに分けられていた。直前まで本作品が出展されるという情報は流れておらず、ジャンプフェスタ2007のスクウェア・エニックスの隠し玉の1本だったと思われる。またこの時点でタイトルの（仮題）が消滅する。
- 2006年12月28日にスクウェア・エニックスのウェブサイトに公式プレサイトがオープンする。
- 2007年5月12、13日開催のスクウェアエニックスパーティー2007にプレイアブル出展された。マルチプレイとシングルプレイの両方を体験するとモーグリステンドグラスマスコットがもらえた。また発売日が前々日に行われたプレカンファレンスにて発表された。
- 2007年6月22日、ニンテンドーDS Lite同梱版「ファイナルファンタジー・クリスタルクロニクル リング・オブ・フェイト Gemini Edition」が8月23日にソフトと同時発売[3]されること、およびイメージソングをaikoが歌うことが発表された。
- 2007年8月13日よりTVCMが放送開始。CMにはaikoが歌う「星のない世界」をBGMに女優の本仮屋ユイカが出演。
- 2007年9月19日より「モーグリペイントコンテスト2007」実施。
- 2007年11月2日に「モーグリペイントコンテスト2007」結果発表（クリスタルベアラー賞だった2体のモーグリのデザインは『FFCCTCB』に登場するモーグリのデザインとして採用される予定）。
- 2007年11月6日「モーグリペイントコンテスト2007」結果発表（秋の「モーグリペイントコンテスト2007」に入賞した13作品を紹介）。
- 2007年11月8日「モーグリペイントコンテスト2007」結果発表（番外編）。
- 2007年12月22,23日ジャンプフェスタでのオープンメガシアター・クローズドメガシアターのどちらでもムービーを見るとポストカードが14枚もらえ、そのポストカードの中に、『FFCC RoF』のポストカードが1枚付いてくる。

## 登場キャラクター

### シングルプレイ時
※ 操作キャラはユーリィ、アルハナーレム、ナッシュ、ミースの4人。
ユーリィ（声：比嘉久美子）
本編の主人公であるハーフ・クリスタル使い。双子の姉であるチェリンカと一緒でないとクリスタルの力が使えない。クラヴァット族の少年。好奇心旺盛で心優しく素直な性格。前作GC版からのクラヴァット族の特徴である、自分を捨ててでも他人を守る自己犠牲の精神と意志の強さを持つ。チェリンカの弟。ミースの頭を撫でることが好きだが、実はあれは癖。ちなみに他のリルティ族にもしようとする。クラヴァット族なのでもちろん様々な剣技が使えるようになる。クリスタルの力を使える（だが、第二段階の、「クリスタルの力の流れを導き、発動する」ことしかできなく、無理に発動させようとすると、命を失いかねない）。ユーリィはクリスタルレコードに触れて力を引き出す能力があり、その能力を使うと命が削られてしまう。エンディングでは命を削りすぎて体が弱り苦しみ死にかけるが、チェリンカの犠牲によって助けられる。その後、ユーリィはチェリンカのしたことを思い出し、その思い出の中のチェリンカと一緒にクリスタルの力を使いユーリィが望む世界への移動をした。マルチプレイはそのようなエンディング後の世界であり、シングルプレイをクリアするとマルチプレイで双子達のイベントを見ることが出来る。
小説版ではアーチェスとメルチェスが姉妹であるため、テテオとは従姉弟の関係である。
チェリンカ（声：黒河奈美）
本編のヒロインであるハーフ・クリスタル使い。双子の弟であるユーリィと一緒でないとクリスタルの力が使えない。クラヴァット族の少女。気が強く、おてんばながら繊細さもある。双子のユーリィに対し先に生まれたことから姉らしく振舞っているが、実は怖がり。アルハナーレムに抱きつくことが好き。自分でしか使えない、最高級のクリスタルを1つ所持しており、クリスタルの力を使える（だが、第一段階の、「クリスタルの力を引き出し、魔素を引き出す」までしかできない）。現在いるクリスタル使いの中で、一番クリスタルの力が強いクリスタル使いだと思われる。チェリンカはユーリィが引き出したクリスタルの力を制御する意志の能力を持ち、その能力を使うと心が削られてしまい、最終的には存在自体が消えてしまう。エンディングでは、ガルデスとの戦いで精神のほとんどを失っていた中で、自らの存在を犠牲にし、同じくガルデスとの戦いで命を削りすぎて体が弱り、苦しみ死にかけていたユーリィを助けた。
小説版ではアーチェスとメルチェスが姉妹であるため、テテオとは従姉妹の関係である。
ラトフ（声：高瀬右光）
ユーリィとチェリンカの双子の父親。怪力で、たくましく、大きい体格で風貌はクラヴァット族とは思えないがクラヴァット族特有の穏やかな雰囲気はある。正義感にあふれるまっすぐな人物。しかし、チェリンカをさらおうとしたクー・チャスペルに殺されてしまう。その後???で再会を果たし、自分は幸せだということをユーリィとチェリンカに告げると静かに消えていった。
小説版では、城の警備員であり、そのときアーチェスと出会う。レラ・シエルの事件では、「テテオをつれて逃げろ」という王・コルカの命を受け、誰もいない土地をめざすべく、遠くへ逃げようとしたときにその事件がおきてしまう。
アーチェス（声：小林さやか）
クリスタル使い。ラトフの妻であり、双子の母親。レベナ・テ・ラの歴史上、最もクリスタルの力が強いとされた。既に亡くなっていることになっているが、実際は死んではおらず、双子達が幼い頃にクー・チャスペルに連れ去られ神殿に囚われていた。最終的に双子達と再会を果たすが、クリスタルの力を使いすぎていたため消えてしまう。
なお、小説版にはメルチェスという妹がいる。
ミース（声：和田みちる）
リルティ族の錬金術師でありラトフ一家と同じ村に住む。ユーリィとチェリンカが幼い頃からラトフ一家と一緒に暮らしており、双子の面倒を見てきた家族同然の存在。リルティ族が小柄な種族であるため双子から子ども扱いされることもあるが、実際の年齢は双子よりずっと上である。劇中では子供っぽいところが頻繁に現れており、精神年齢が子供であることをさりげなく明かされている。種族の特徴として、錬金術師としてポットを利用したアクション（タッチペンを使って魔石を作成する、ポットを使った移動）などを使うことができる。
リルティ族の使う錬金術は、卑金属を貴金属にかえる錬金術ではなく、等価交換を原則とした錬金術である。
アルハナーレム（声：園部啓一）
ユーク族の魔法使いであり、双子の魔法学や薬草学の師である。常に理論的で冷静な考えを持ち博識のある者である。双子を厳しく諭すこともあるが、双子の押しにはめっぽう弱い優しい人物。しかし、仮面に隠れている素顔は恐ろしいらしい（ユーリィとチェリンカが震えているぐらい）。魔法を使ってフィールドのギミックなどを解くことが出来る。また、フィールドにある魔石にタッチし、線を引くことで強力な魔法を使うこともできる。
以前はレベナ・テ・ラのコルカ王のもとに仕えておりレベナ・テ・ラで最も魔法学や薬草学や博学に長けていた。
ナッシュ（声：日野未歩）
セルキー族の少年。野生で育ったため運動能力が高く勘が鋭い。動物ともコミュニケーションを取れるようである。物語を進めていくと双子と共に旅をすることになる。弓の遠距離攻撃でアルハナーレムと同じくフィールドのギミックを解くことが出来る。
裏設定として、生まれ故郷の村でナッシュ以外疫病で亡くなり、森の中で神獣と共に暮らしていたことにより、動物ともコミュニケーションを取れる。
小説版は、その裏設定を利用したものとなっている。神獣の名前はコシンといわれる。その神獣とゲリフという獣が戦うことをナッシュ編では中心になっている。
コルカ王（声：相沢正輝）
正義感と力強さに溢れた名君。しかし、愛娘テテオ王女を失ったことをきっかけに王としての自覚を無くしてしまう。王族は時空を自由に行き来できるが、コルカ王自身はクリスタルに縛られる傍観者であり、どの時空の世界においてもレベナ・テ・ラの王として存在しなければならず妻子と自由に過ごすことはままならない。しかしマルチプレイの2周目では左側にある扉の向こうのコルカの部屋に娘である生きているテテオがいて協力してリッチを倒した後、娘に王位を譲るシーンがある。種族はセルキー族。
小説ではメルチェスというアーチェスの姉でクラヴァット族の女性と結婚して、テテオが生まれたことになっている。
テテオ王女（声：小桜エツ子）
クリスタル使い。コルカ王の愛娘。チェリンカと同じく、クリスタルの力が強い、王族では一番のクリスタル使い（だが、チェリンカほどではない）。王家の一人娘。レラ・シエル崩壊の際にクリスタルの力を使い既に命を落としている。幽霊となってたびたび双子達の前に現れる。最後は父親であるコルカ王と打ち解け合い、天に召される。コルカ王と同じくどの世界においても生贄にされる運命にあるが、双子達が世界を変えた後、エンディング後の世界であるマルチプレイの世界ではテテオは生贄にされることは無い。マルチプレイをクリアするとレベナ・テ・ラの城の王の間の扉が開き、幽霊ではない生きているテテオ王女と協力してリッチ（シングルプレイでアルハナーレムに扮していた者とは異なる）を倒すと王の座がコルカ王からテテオ王女に移る。種族はセルキー族とクラヴァット族の混血。
小説版ではアーチェスとメルチェスが姉妹であるため、ユーリィとは従姉弟の関係・チェリンカとは従姉妹の関係である。
スティルツキン
モーグリたちのリーダー。モーグリたちは今回は主人公達に冒険の様々なヒントを与えてくれたり、「モーグリ商会」というアイテムを販売するモーグリたちもいる。
クー・チャスペル（声：真殿光昭）
アーチェスがいなくなった原因になった敵キャラクター。それゆえ、ラトフにとっては因縁のある存在。自分たちのことを「月の民」と称する。レラ・シエル建設の前に栄えていた湖上都市ラウツォール・シエルの住人でレラ・シエル崩壊の時、火事場泥棒をしていて、自分の子供が瓦礫にはさまっているのを見捨てて走っている時にガルデスに会い、仮面をつけてもらうという裏エピソードがある。また種族はクラヴァットである。
リッチ（声：杉山滋美）
 ???のボス。アルハナーレムに扮してコルカ王の執政を操っていた。???ではラトフの魂に憑依する。
教皇ガルデス（声：飯塚昭三）
本作のラストボス。クー・チャスペルに猊下と呼ばれる謎の存在。裏設定として、元々は権力闘争に負けたセルキーの役人であり、現在の肩書き以前から汚職にまみれていたという設定がある。世界を移動できる能力を手にするが、最後は双子達のクリスタルの力によって、最終的に自分が滅んでしまう時空間の無限ループに閉じ込められてしまう（自分が滅ぶ瞬間に時空間が巻き戻ってしまうため永遠に滅ぶことができない）。

### マルチプレイ時
マルチプレイとは2〜4人で行う形式であり、ちゃんと1人でもプレイできる。プレイヤーは自分でキャラクターの種族・性別・名前を決めてFFCCの世界を冒険したりレベナ・テ・ラでクエストを受けたりすることの出来る自由性のあるモードである。
クラヴァット族
人と人との調和を好み、争いごとを嫌う穏やかな性格の種族。能力的にも平均的であるが剣の名手が多い。レイスアビリティはモンスターにタッチパネルでタッチするだけで、そのモンスターのところまで攻撃できること。
ユーク族
知識を尊び、魔法に関しては他の種族に比べて最も優れている種族。それゆえに研究員や学者の道を志すものが多い。レイスアビリティは、転がっている魔石や魔力の備わっているモニュメントなどを使って魔法の筋を作り出すこと。
リルティ族
大人でも小柄な体格である。錬金術が得意でその錬金術で使う壺さえも自分が中に入って転がって武器にしてしまうほど器用である。転がる方向は十字キーで操作する。レイスアビリティは錬金術で魔石などを作ること。
セルキー族
野生のような俊敏性と身のこなしを持ち、己の利益のためとなることを第一に考える。弓矢を扱うことが得意である。レイスアビリティは弓矢の連続撃ち。
だが、このゲームには、矛盾している点などもあり、（クラヴァット族が寒色系の服を着、セルキー族温暖系の服を着るなど）この概念は、通用しないものとする。

## ゲームの仕組み

### 操作系
基本的な操作はGC版と同じなのでファイナルファンタジー・クリスタルクロニクルのゲームシステムを参照とする。
今作とGC版との最大の違いはGC版では無かった特徴的な操作系を加えてゲーム性を出している点である。GC版に無かった操作としてジャンプやジャンプ攻撃がある。敵につかまって敵に攻撃することも可能である。仲間キャラクターを持ち上げて投げつけたり、敵を持ち上げて壁に投げつけてダメージを与えることも可能である。また、それぞれの種族ごとに最初から使うことの出来るレイスアビリティ（レイスアビリティについては登場キャラクターのマルチプレイの項目に記述する）とレベルが上がる事で覚えることが出来るレベルアビリティがある。これらを加えることでよりアクション要素の強いRPGとなっている。
シングルプレイモードでは仲間キャラがCPUとして自動的に行動する場所がある。その時マジックパイルで仲間と合体魔法を放つこともできる。
ニンテンドーDSということでタッチパネルも使うことになるが、主に自分のキャラクターの情報をみたり、アイテムの選択や魔法を使う際の魔石の選択やレイスアビリティやそれぞれの種族の特殊能力を使うときに使われる。ボタン操作で移動しながらタッチパネルを使うことになるのでタッチペンでの操作は少し操作しづらいと考えられる。
ゲームシステム面においても魔石が1回使うとなくなるようになっていたり、SP（従来のMP）も今作では登場する。SPはレイスアビリティやレベルアビリティを使うときに主に消費される。

### 世界観
他のシリーズ作品との関連はGC版から約8000年前の隕石（月の破片）が落ちる前の世界である。このため、今作では前作でストーリーの根幹でありゲームシステムにも関わってきた瘴気が全く無く、瘴気の毒を防ぐためのクリスタルケージも無い。なお、2006年5月に開催されたE3のスクウェア・エニックスのカンファレンスにおいての製作発表の場で河津は今作の位置づけを「人々がクリスタルを恐れていた時代が描かれる」としていた。
今作でのクリスタルの位置づけは緑色の「聖なるクリスタル」と紅き「邪悪なるクリスタル」の2つが登場し、これらの2つのクリスタルが主人公たちに過酷な運命を背負わせるというものである。前作が瘴気から人々を守る存在だったことに比べると全く逆の存在であることがわかる。
『FFCC』の世界の天地創造がされたとき、緑色の「聖なるクリスタル」の星と紅き「邪悪なるクリスタル」の月とに世界が分かれた。「月の民」とはそのような紅きクリスタルに魅せられた者たちのことである。「月の民」自体はクリスタルの本来の力は使えない。そのためクリスタルに手を加えてクリスタルの力を使う。紅いクリスタルはクリスタルが何かの手を加えられたことに対して拒否反応を示している表れでもある。
本作のクリスタルは単に魔法の力の源となることだけではなく、自らの歩んできた運命を変えてしまうことが出来る点が今までのFFシリーズに出てきたクリスタルと大きく違う。考え方としては並行世界や可能世界論や多世界解釈などがクリスタルの力に加わり、クリスタル自体がアカシックレコードのような存在であると考えることが出来る。
月と星の存在が物語の主軸となっていることや「月の民」の登場など、『ファイナルファンタジーIV』の世界観に類似している部分もある。また、クリスタルがそれまでの生命の記憶を全て持っており、運命の筋道を司る点は『ファイナルファンタジーIX』にも酷似している。
以上のようにタイトルの「Ring of Fates（運命の輪）」からもわかるように本作品は2つのクリスタルをめぐる過去から未来へのストーリーであることがわかる。

### フィールド・ストーリー紹介
それぞれのフィールドはシングルプレイとマルチプレイのフリー編で共通のフィールドであり、マルチプレイでは4人集まらないと行けない場所もある。なお、一人でマルチプレイをしても完全な一人旅となってしまう。これは聖剣伝説シリーズとの差別化だと思われる。以下はフィールドをシングルプレイの物語の順を追って説明する。尚、括弧内はマルチプレイでのフィールドの名称である。2周目以降は新たなフィールドが追加されるがストーリーの進行に関わらないためここでは割愛する。
レベナ・テ・ラから人里離れた村にユーリィ、チェリンカの双子の二人とその父親であるラトフとアルハナーレム、ミースがひっそりと暮らしていた。
裏山の洞窟（英霊の谷）
最初のフィールド。普段はユーリィとチェリンカの遊び場となっているようである。
見捨てられた街
レベナ・テ・ラの旧市街。最近モンスターが出るようになった。
ヴァール山
モーグリ草が生えている場所。ユーク族の修行の場でもある。
ヴァール山をクリアした後、村に帰ってきたその夜、クー・チャスペルが双子達をさらおうと村を襲う。ラトフは双子達を庇い力尽きてしまう。絶体絶命と思われたその時、ユーリィとチェリンカはクリスタルの力を使い、クー・チャスペルを追い払うことに成功する。しかし、チェリンカはラトフが死んだという負の感情に捕らわれてクリスタルの力を使ったため、クリスタルがそういった感情に拒絶反応を示し、精神崩壊を引き起こし植物人間のような状態となってしまう。アルハナーレムとミースも行方不明となる。ユーリィは父親の遺志を継ぎ、戦うことを決意する。数年の月日が経ち、成長したユーリィはある日チェリンカが自分自身の心の中に語りかけてくることに気がつく。それをきっかけに二人はクー・チャスペルが襲ってきた時のアルハナーレムの言葉を頼りに再びヴァール山に向かう。ヴァール山でクリスタルに封印されたアルハナーレムを救出することに成功した2人は、混乱の原因を国王に知らせるためレベナ・テ・ラへ向かうが、国王との面会を果たすには信用を得る必要があった。
深淵の森
元々は穏やかな森だったがモンスターが暴れるようになった。原因は森の奥に巨大な花が現れたというもの。ここではナッシュが仲間になる。
レラ・シエル
かつてはレベナ・テ・ラを水害から守ってきた水の都だったが、今は廃墟となっている。ここではミースが仲間になる。
大雨によってレラ・シエルの神殿が崩れ、押しつぶされそうになるが、ユーリィの不思議な力とチェリンカのクリスタルの力によってピンチを免れる。そこに現れたのはコルカ王の娘、テテオ王女の魂だった。双子達はテテオの形見を持ってコルカ王のもとへ行くが、そこへまたもやクー・チャスペルが現れ、コルカ王に重傷を負わせ、双子達にコルカ王殺害未遂の濡れ衣を着せる。それにより双子達はキランダ火山へ流されてしまう。
罪人島（キランダ島）
FFCCにも出てきたキランダ火山のことであり、文字通りレベナ・テ・ラで罪を犯したものが流される島。
 ???（幽世）
死者が眠る所。フィールドの奥にはカーバンクルがいる。
ラトフの魂にリッチが憑依し、実の父親との戦闘になってしまう。ボスを倒した後、カーバンクルの力により、双子達はラトフの記憶する過去を疑似体験することになる。
過去のレラ・シエル
レラ・シエルが崩壊した当時が舞台。現在のレラ・シエルとはフィールドの作りは異なる。
ラトフ達を追ってレラ・シエルの神殿の奥までやってきた双子達は、そこでクー・チャスペルがテテオ王女をクリスタルの触媒としてクリスタルの力を使おうとしていた光景を見る。テテオは自分のクリスタルの力によって「紅き月」が大地に降ってくることを防ぐため、自らの力によってそれを防ぎ、力尽きてしまいレラ・シエルは崩壊したのだった。教会の力がレベナ・テ・ラの国中に及ぶことで危険を悟ったラトフ達はヴェオ・ル高地の中腹に村を築いてそこに住むようになり、ラトフとアーチェスが結ばれ双子達が生まれるが、クー・チャスペルの追手が伸びてアーチェスが連れて行かれてしまう。そこでラトフの記憶の擬似体験は終わり、ラトフの魂は天に召される。カーバンクルの力によって双子達はレベナ・テ・ラの地下にあるクリスタルの大洞窟へと出ることが出来、レベナ・テ・ラのコルカ王のもとへ行きリッチとの戦闘になる。戦闘後はコルカ王からクリスタルの力の秘密について語られ、教皇ガルデスとクー・チャスペルを追い詰める最後の戦いとなる。
クリスタルの神殿
最終ステージ。時を知らせる鐘を鳴らし、レベナ・テ・ラの人々の生活の軸となっており、双子達が幼かった頃は巨大なクリスタルが祀られている神聖な場所だった。
リバーベル
シングルプレイで一度全てのフィールドをクリアするか、マルチプレイのノーマルで全てのフィールドをクリアしたら登場するフィールド。全体が瘴気に覆われている。フィールドの内容はFFCCにも出てきたリバーベル街道で、ボスもFFCCと同じくジャイアントクラブが登場する。

### マルチプレイのクエスト
それぞれのクエストにはプレイヤーが1人でもプレイできる協力型のクエストとプレイヤーが2～4人まで必要な対戦型のクエストがある。クエストは全部で100種類以上あり、クエストをクリアするとコルカ王からアイテムを受け取ることが出来る。アイテムの受け取り方はクエストで活躍した順にキャラクターが並ばされて、コルカ王がアイテムをばら撒いてそれを奪い合うというもの。（一部の対戦クエストでは勝者のみがアイテムを貰える。）
マルチプレイは最初は街の人々が誰もいない。しかし進めていくと少しずつ街の人々が帰ってくる。ヴァール山をクリアすると城の入り口の近くに男性が出現する。その男性に話しかけると操作プレイヤーの髪の色をランダムで変えてもらえる。もう一度色を変えるには、未達成のクエストをクリアしなければならない。

## スタッフ
（太字はその開発部門のリーダー）
ディレクションチーム
- 紙山満 （ディレクター/メインプログラマー）
- 小方悟史 （メニューシステムプログラマー）
- 細野弘雄 （メニュープログラマー）
- 前田記代子 （プロデューサー）
- 河津秋敏 （エグゼクティブ・プロデューサー）

プランナー
- 三枝浩行 （シナリオ）
- 井上大輔 （イベントプランナー）
- 中田和寛 （イベントプランナー）
- 玉川哲士 （イベントプランナー）
- 松村靖 （フィールドプランナー）
- 岩崎秀雄 （クエストプランナー）
- 沼倉祥 （クエストプランナー）
- 桑田浩之 （メニュープランナー）
- 土谷雄一 （バトルプランナー）

デザインチーム
- 板鼻利幸 （メインキャラクターデザイン/アートディレクター）
- 泉沢康久 （キャラクターアートデザイナー）
- 仁木健二 （フィールドアートデザイナー）
- 神崎建三 （オープニングムービースーパーバイザー）
- 濱坂真一郎 （メニューデザイナー）

キャラクターモデリングデザイナー
- 西入望
- 長郷絵美
- 丸山健
- 本木正人

キャラクターテクスチャーデザイナー
- 小島雄一郎
- 塩田雄一
- 鈴木康加
- 土屋みのり

3Dフィールドデザイナー
- 相内久幸
- こむろ
- 伊藤敬人

ビジュアルエフェクトデザイナー
- 大野茂幸
- 山口暁子
- 松永真
- 高橋さやか

モーションデザイナー
- 菊地豪
- カネサク
- カワグチ
- 井之口学
- 井出義晃
- 木村和弘

サウンドチーム
- 谷岡久美 （ミュージック/アレンジメント）
- 山中康央 （シンセサイザーオペレーター）
- 伊勢誠 （サウンドデザイナー）
- 水谷立 （サウンドエディター）

他不明